# Urso Colimério
O Urso Colimério (em inglês:  Humphrey the Bear) é um personagem de urso criado por Walt Disney, originalmente na série de curtas de animação Silly Symphonies. Colimério é um dos poucos personagens da Disney que não fala, apenas emite grunhidos. Geralmente aparece buscando comida ou cestas de piquenique dos visitantes da reserva florestal aonde vive.
Na maioria das vezes contracena com o guarda florestal Sucupira.

## Cultura popular
Jack Hannah, que dirigiu os curtas de Colimério dos anos 1950, reviveu a ideia do "urso mudo" para os desenhos animados "Fatso the Bear" de Walter Lantz em 1960 e 1961. Também parece provável que o estúdio de animação Hanna-Barbera foi inspirado por Humphrey em seu criação do esperto Zé colmeia (de 1958), que vive no Jellystone Park, implora, rouba e prega truques para roubar cestas de piquenique dos campistas e está constantemente à procura do Guarda Smith.
Colimério é atualmente o personagem porta-voz do Disney's Wilderness Lodge Resort na Walt Disney World, na Flórida. Ele é apresentado no totem no saguão junto com Mickey, Pato Donald e Pateta. Sua mercadoria é apresentada no Briar Patch no Magic Kingdom.

## Nomes em outros idiomas
- Alemão: Harry
- Espanhol: Oso Federico
- Finlandês: Körmy Karhu
- Francês: Nicodème
- Grego: Ναζιάρης
- Holandês: Bulletje Beer
- Inglês: Humphrey Bear
- Italiano: Onofrio
- Norueguês: Bendik Bjørn
- Polonês: Miś Humphrey